# Сборная Израиля по гиревому спорту
Сборная Израиля по гиревому спорту появилась в 2013 г. Участвует в чемпионатах мира и Европы. Руководитель сборной — Владимир Дорохов; главный тренер — Михаил Бруштейн.

## Краткая история возникновения сборной

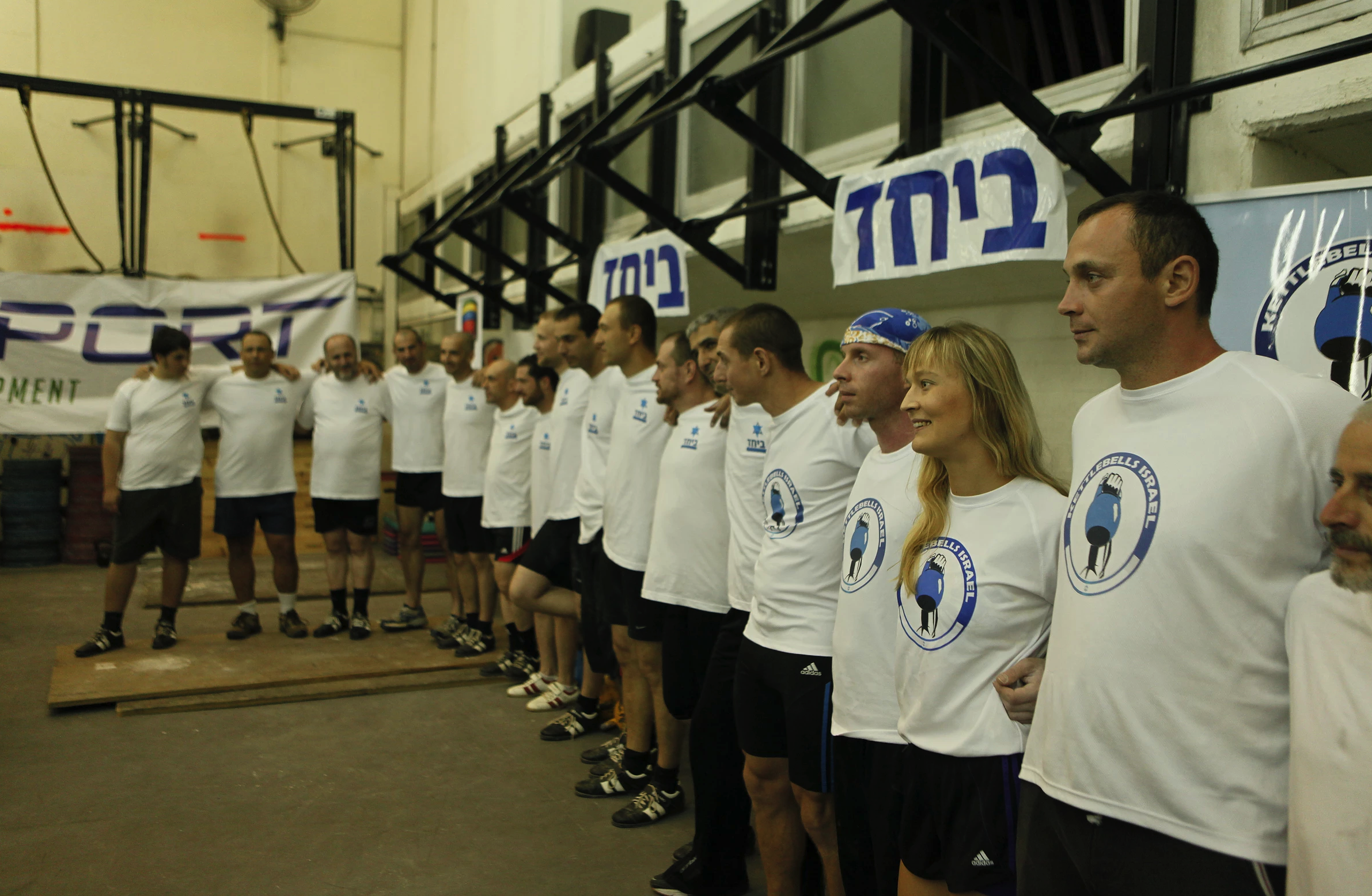
Первый чемпионат Израиля по гиревому спорту

История возникновения сборной Израиля берет свое начало в 2013 году.
По инициативе клуба «Спорт вместе» из Петах-Тиквы 12.10.13 в Тель-Авиве на стадионе «Адар Йосэф» состоялся первый чемпионат Израиля по гиревому спорту. 
В нём приняли участие 12 команд, в основном кроссфит клубы.
Соревнование проводились в одной дисциплине — эстафете (рывок одной рукой)
.
Золото и бронзу завоевали команды клуба «Спорт вместе Спорт вместе», а серебро — команда «Израильские гири». После этого чемпионата началось становление федерации гиревого спорта и формирование сборной команды Израиля.

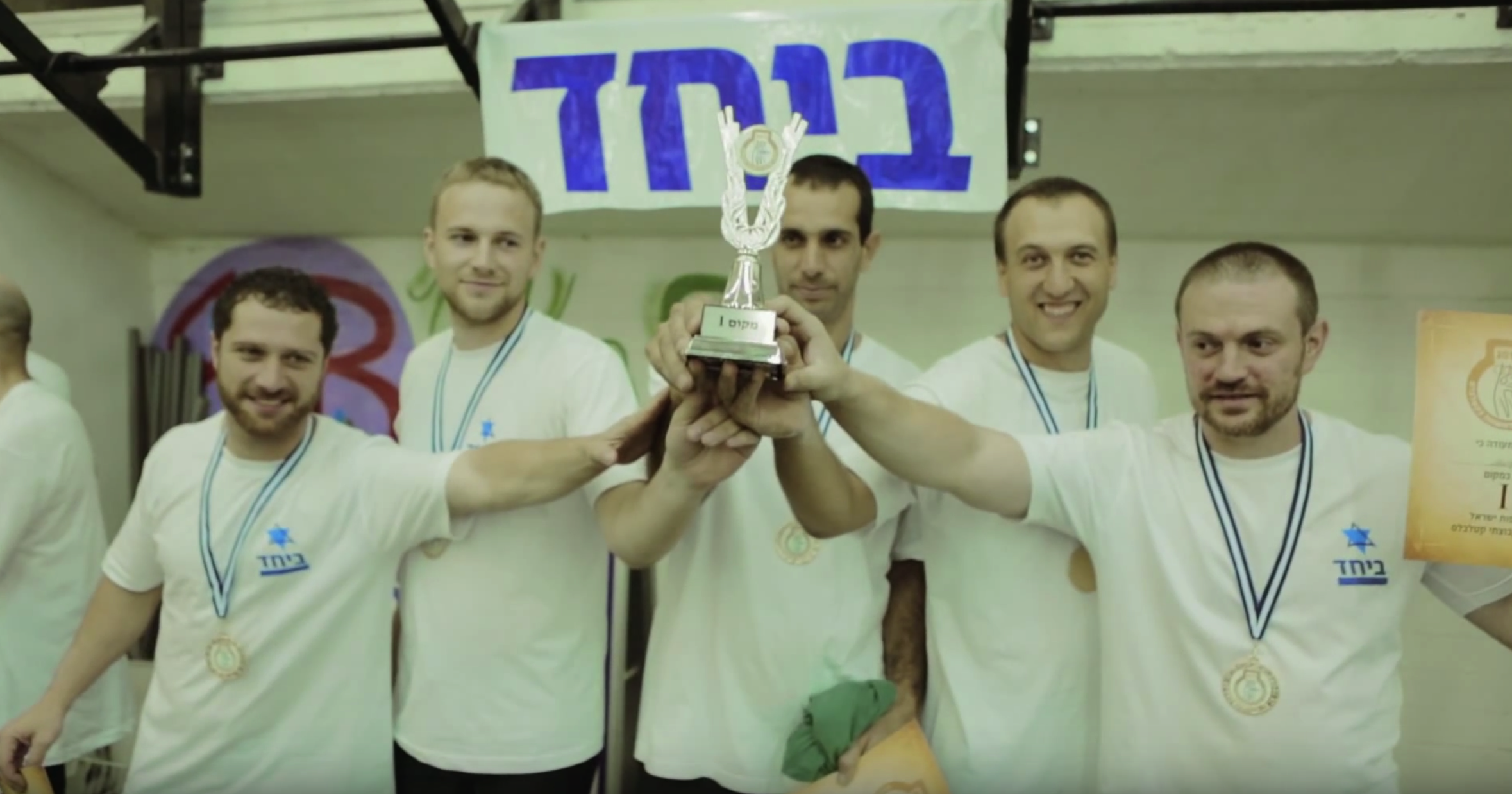
Финал — Первый чемпионат Израиля по гиревому спорту 2013

## Болгария, Чемпионат Европы, МСГС 2015

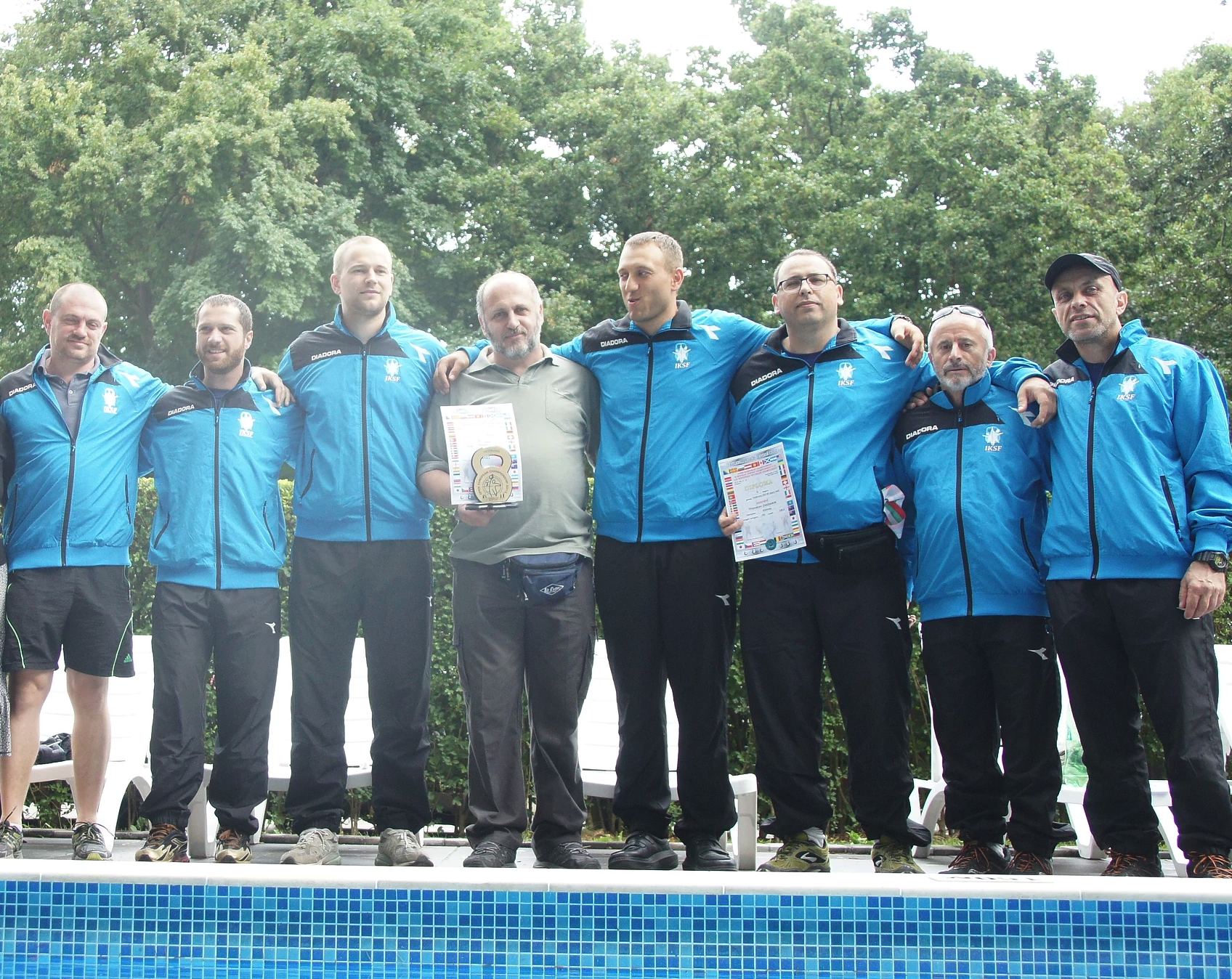
Часть сборной Израиля на чемпионате Европы 2015 — Болгария

Первый выход на международную арену состоялся в 2015 г.
С открытого чемпионата Европы состоявшегося в Болгарии 10-15 июля   сборная Израиля в составе 9 спортсменов  привезла домой 13 медалей.
Пятерка спортсменов-любителей: Беньямин Рафаэли, Михаил Лисичкин, Беньямин Карполов, Йонатан Яночкин и Эдуард Нузброх завоевали 7 золотых, 2 серебряные и одну бронзовую медали, а также кубок за первое место в толчке среди эстафетных команд. Спортсмены-ветераны Иешуа Винер, Михаил Бруштейн, Григорий Шилин и Йонатан Захарин вернулись с одной серебряной и двумя бронзовыми медалями, а также с кубком за общекомандное третье место среди ветеранов.
Сборную команду страны представляли два клуба — «Спорт вместе» из Петах-Тиквы и «Израильские гири» из Раананы.
Руководили командой заслуженный тренер Украины Владимир Дорохов и менеджер Рахель Бруштейн. Финансовый директор — Григорий Шилин.
Тренировочный процесс контролировали мастер спорта СССР Михаил Бруштейн и двукратный чемпион мира, мастер спорта международного класса из Белоруссии Дмитрий Давыдик.
Болгария 2015

### Любители
| Имя фамилия       | Год рождения | Весовая категория | Классификация   | Место |
| ----------------- | ------------ | ----------------- | --------------- | ----- |
| Беньямин Рафаэли  | 1979         | до 68             | Длинн.цикл 24кг | 2     |
| Михаил Лисичкин   | 1976         | до 78             | Двоеборье 24кг  | 1     |
| Беньямин Карполов | 1976         | до 85             | Двоеборье 24кг  | 2     |
| Эдуард Нузброх    | 1982         | до 95             | Двоеборье 24кг  | 1     |
| Йонатан Яночкин   | 1984         | 95+               | Двоеборье 24кг  | 3     |

### Ветераны
| Имя фамилия     | Год рождения | Весовая категория | Классификация   | Возрастная категория | Место |
| --------------- | ------------ | ----------------- | --------------- | -------------------- | ----- |
| Йонатан Захарин | 1970         | 115.10            | Длинн.цикл 24кг | 45-49                | 2     |
| Григорий Шилин  | 1964         | 109.90            | Двоеборье 24кг  | 50-54                | 4     |
| Михаил Бруштейн | 1959         | 76.20             | Двоеборье 24кг  | 55-59                | 2     |
| Иешуа Винер     | 1953         | 59.90             | Двоеборье 24кг  | 60-64                | 3     |

### Эстафета в толчке двух гирь (вес гири 24 кг)
| Участник 1       | Участник 2      | Участник 3        | Участник 4     | Участник 5      | Место |
| ---------------- | --------------- | ----------------- | -------------- | --------------- | ----- |
| Беньямин Рафаэли | Михаил Лисичкин | Беньямин Карполов | Эдуард Нузброх | Йонатан Яночкин | 5     |

### Команда ветеранов (двоеборье)
| Участник 1      | Участник 2     | Участник 3      | Участник 4  | Место |
| --------------- | -------------- | --------------- | ----------- | ----- |
| Йонатан Захарин | Григорий Шилин | Михаил Бруштейн | Иешуа Винер | 3     |

## Словения, 23-й Чемпионат Мира, МФГС 2015
Два члена сборной Израиля, Беньямин Карполов и Йонатан Захарин, представители клуба «Спорт вместе» из города Петах-Тиква приняли
участие в чемпионате мира проходившем 15-20 октября в городе Целье в Словении. Израильтяне привезли домой четыре медали — одну золотую и три бронзовых. Беньямин Карполов — уверенная победа и звание чемпиона мира, впервые в истории завоёванное израильтянином. Йонатан Захарин занял третье место, пропустив вперёд спортсменов из Италии и Португалии.
По результатам выступления спортсмены получили право участвовать в командной эстафете в составе сборной Европы. Не в последнюю
очередь благодаря сборной Израиля, объединённая команда Европы заняла третье место, оставив за чертой призёров одну из сильнейших команд мира — сборную Италии. Первое и второе место заняли соответственно сборные команды Белоруссии и Украины. Стоит также отметить победу члена сборной Украины Дмитрия Полозенко, выступавшего в разряде «ветераны». В далёком 1990 году в пятнадцатилетнем возрасте он стал самым молодым мастером спорта СССР. Этого успеха тогда помог ему достичь его тренер М. Бруштейн, который сегодня тренирует спортсменов клуба «Спорт вместе», составляющих костяк сборной Израиля.
Словения 2015 

### Команда ветеранов (двоеборье)
| Имя фамилия       | Год рождения | Весовая категория | Классификация  | Место |
| ----------------- | ------------ | ----------------- | -------------- | ----- |
| Беньямин Карполов | 1976         | до 90             | Двоеборье 24кг | 1     |
| Йонатан Захарин   | 1970         | 90+               | Двоеборье 24кг | 3     |

## Португалия, Чемпионат Европы, МФГС 2016

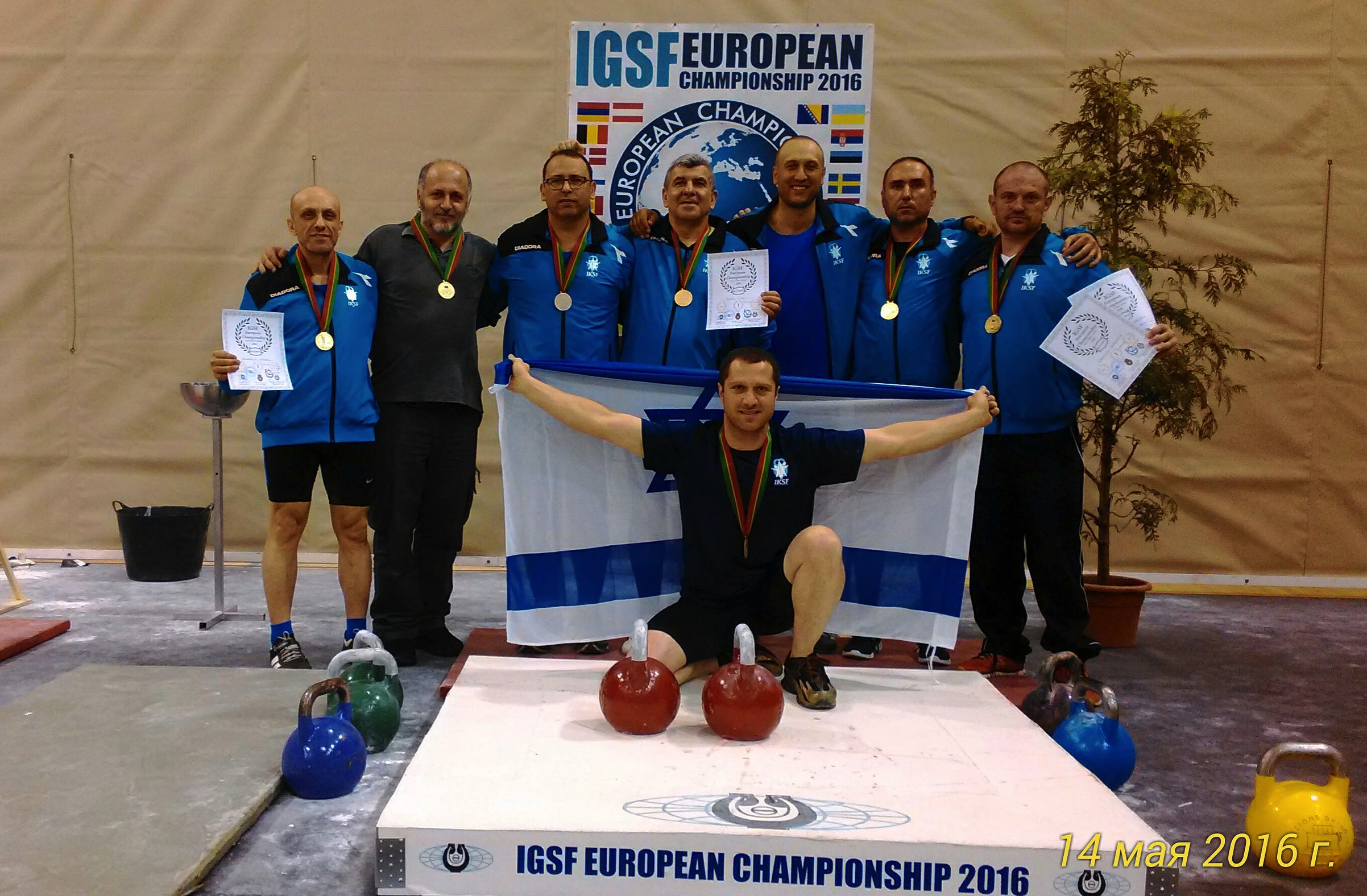
Сборная Израиля на чемпионате мира 2016 — Португалия

11-15 мая в г. Порто, Португалия, израильская команда приняла участие в чемпионате Европы по версии МФГС (Международная Федерация гиревого спорта), который проходил в Порто (Португалия).
Первое место заняла команда Украины, на втором месте мощная команда Италии и третье место у дебютантов соревнований, команды Израиля. У студентов командные места распределились аналогичным образом. В соревнованиях приняли участие 135 спортсменов из 14 стран.
Португалия 2016
| Имя фамилия       | Год рождения | Весовая категория | Классификация   | Место |
| ----------------- | ------------ | ----------------- | --------------- | ----- |
| Беньямин Рафаэли  | 1979         | до 70             | Длинн.цикл 24кг | 3     |
| Беньямин Карполов | 1976         | до 90             | Двоеборье 24кг  | 1     |
| Ашот Манукян      | 1973         | до 80             | Двоеборье 24кг  | 1     |
| Эдуард Нузброх    | 1982         | 90+               | Двоеборье 32кг  | 4     |

### Ветераны
| Имя фамилия       | Год рождения | Весовая категория | Классификация  | Возрастная категория | Место |
| ----------------- | ------------ | ----------------- | -------------- | -------------------- | ----- |
| Ашот Манукян      | 1973         | 78.7              | Двоеборье 24кг | 40-44                | 2     |
| Беньямин Карполов | 1976         | 88.0              | Двоеборье 24кг | 40-44                | 3     |
| Йонатан Захарин   | 1970         | 113.7             | Двоеборье 24кг | 45-49                | 2     |
| Юрий Надир        | 1962         | 99.1              | Двоеборье 24кг | 50-54                | 1     |
| Михаил Бруштейн   | 1959         | 73.8              | Двоеборье 24кг | 55-59                | 1     |

### Эстафета в толчке по длинному циклу
| Участник 1       | Участник 2   | Участник 3        | Участник 4     | Участник 5      | Место |
| ---------------- | ------------ | ----------------- | -------------- | --------------- | ----- |
| Беньямин Рафаэли | Ашот Манукян | Беньямин Карполов | Эдуард Нузброх | Йонатан Яночкин | 4     |

### Общекомандное место
| Участники | Место |
| --------- | ----- |
| Украина   | 1     |
| Италия    | 2     |
| Израиль   | 3     |

По результатам континентального первенства сборная Украины завоевала первое место, на втором месте — команда Италии, третье заняла сборная Израиля.

## Италия, 24-й Чемпионат Мира, МФГС 2016

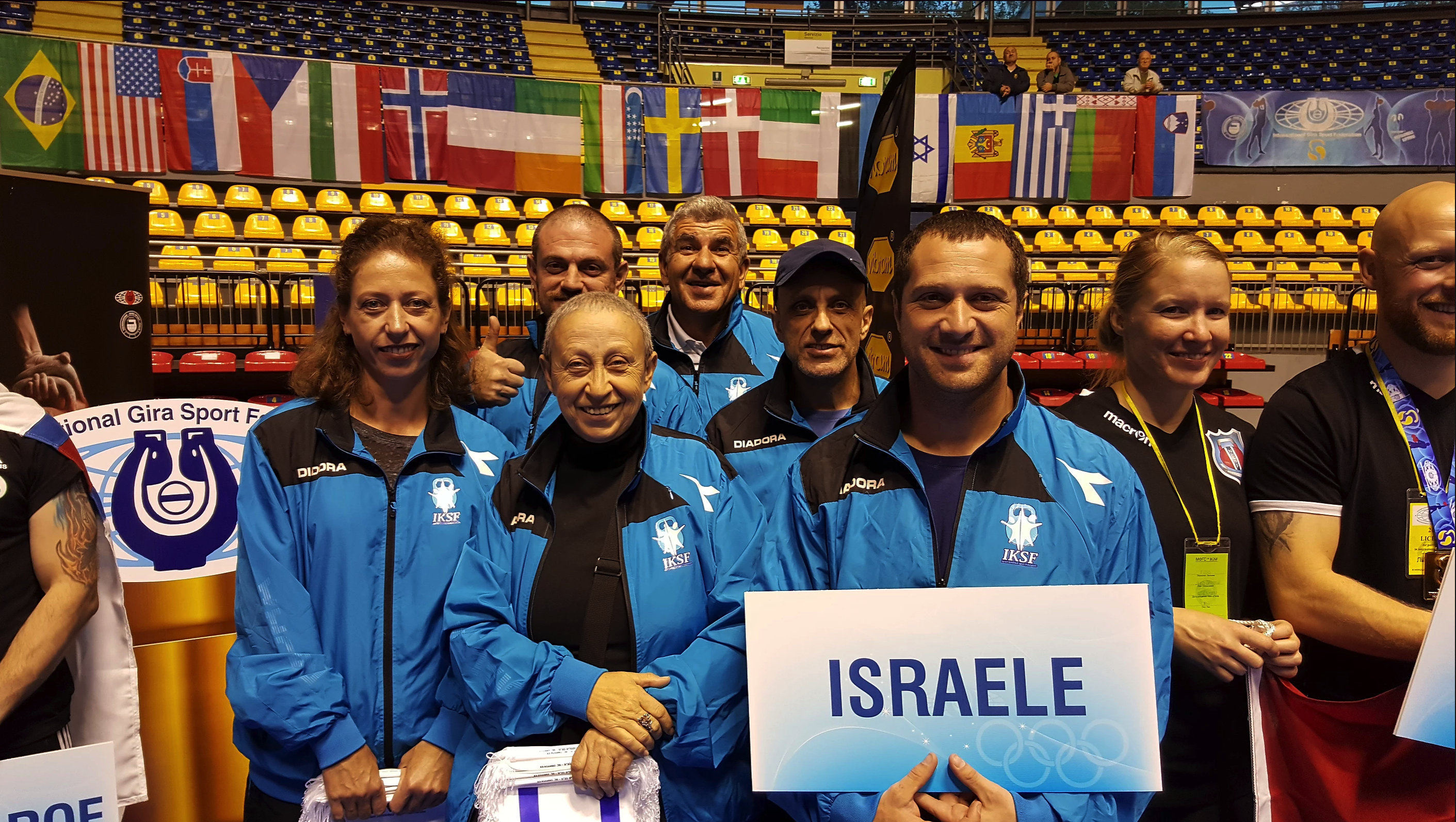
Сборная Израиля на чемпионате мира 2016 — Италия

С 27 по 31 октября в итальянском городе Турин прошел чемпионат мира по гиревому спорту.
Шесть израильских спортсменов завоевали 7 медалей: 3 золотых, 3 серебряных и 1 бронзовая. Впервые Израиль представляли две женщины. Обе наши спортсменки стали чемпионками мира. Члены команды: руководитель Федерации Владимир Дорохов, судья Григорий Шилин, спортсмены Михаил Бруштейн, Беньямин Карполов, Юрий Надир, Биньямин Рафаэли, Рахель Бруштейн и Наталья Майгер. В чемпионате мира приняли участие более 200 спортсменов из 27 стран.
Италия, Турин 2017 Протоколы

### Любители
| Имя фамилия       | Год рождения | Весовая категория | Классификация    | Место |
| ----------------- | ------------ | ----------------- | ---------------- | ----- |
| Беньямин Рафаэли  | 1979         | до 70             | Длинн. цикл 24кг | 3     |
| Беньямин Карполов | 1976         | до 90             | Двоеборье 24кг   | 2     |

### Ветераны
| Имя фамилия       | Год рождения | Весовая категория | Классификация  | Возрастная категория | Место |
| ----------------- | ------------ | ----------------- | -------------- | -------------------- | ----- |
| Беньямин Карполов | 1976         | 87.4              | Двоеборье 24кг | 40-44                | 2     |
| Юрий Надир        | 1962         | 101.8             | Двоеборье 24кг | 55-59                | 2     |
| Михаэль Бруштейн  | 1959         | 73.3              | Двоеборье 24кг | 55-59                | 1     |
| Наталья Майгер    | 1975         | 63.00             | Рывок 16       | 40-44                | 1     |
| Рахель Бруштейн   | 1956         | 68.9              | Рывок 12       | 60-64                | 1     |

## Греция, 25-й Чемпионат Мира, МФГС 2017

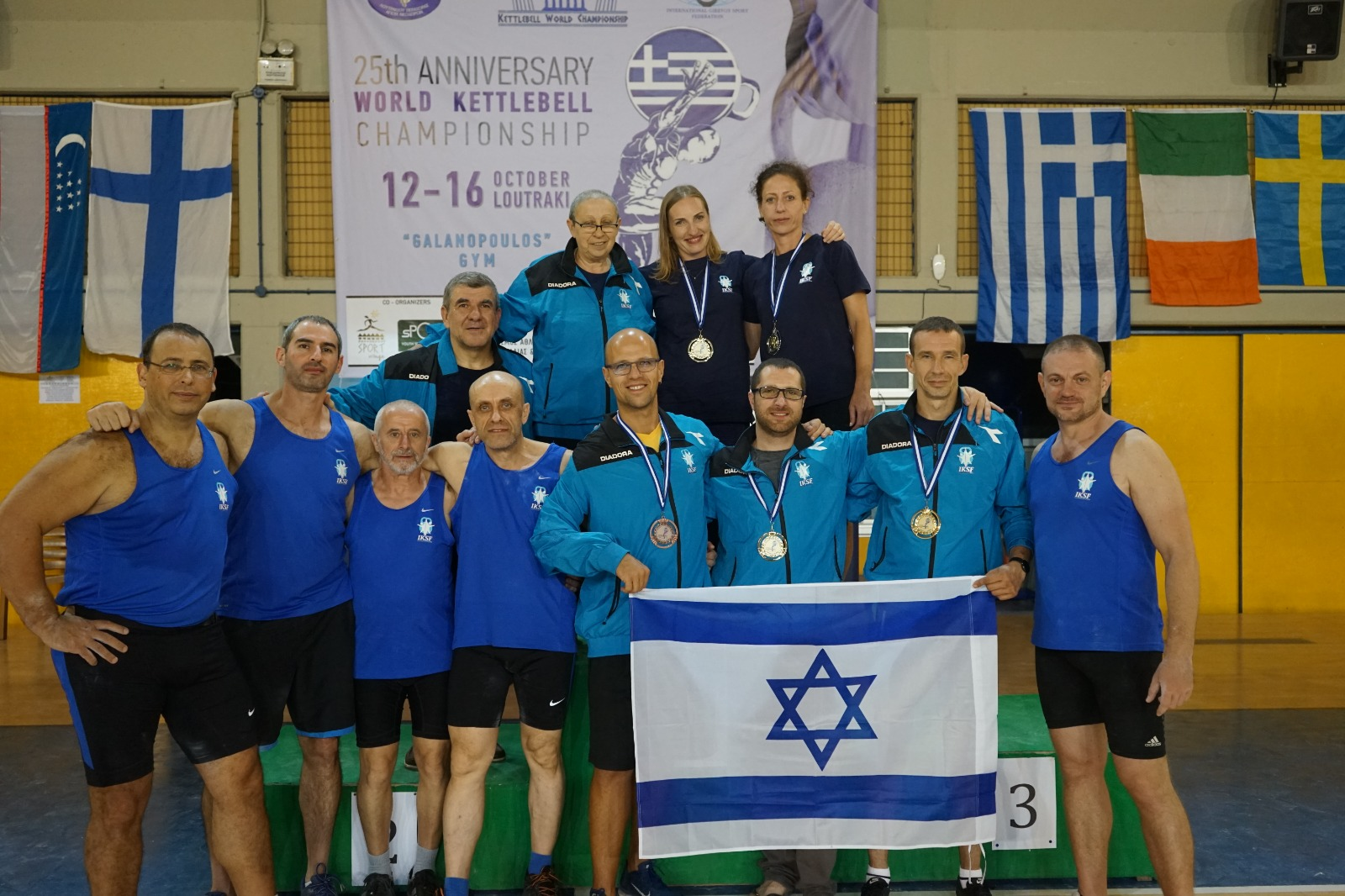
Сборная Израиля на 25-м чемпионате мира, МФГС 2017 — Греция

Первый мировой рекорд израильских гиревиков
В Греции, на берегу Ионического моря, в городе Лутраки собрались 220 спортсменов из 22 стран мира, чтобы принять участие в 25-м, юбилейном чемпионате мира по гиревому спорту. Соревнования проходили 12-15 октября 2017 г. под эгидой Международной федерации гиревого спорта (IGSF).
Израиль представляли 12 спортсменов из трех клубов: «Спорт вместе» из Петах-Тиквы, «Планета гирь» из города Лода и команда Михаэля Сона из клуба «Городские джунгли» города Нес-Ционы.
Примечательно, что представителей клуба «Спорт вместе» объединяют не только гири, но и совместные занятия в Международной академии каббалы.
Ребята привезли 14 медалей и первый мировой рекорд.
Золотые медали завоевали: Беньямин Рафаэли, Ицхак Майгер, Наталья Шулкин, Рахель Бруштейн, Иешуа Винер, Юрий Надирашвили и Йонатан Захарин.
Серебряные медали: Наталья Майгер, Михаэль Бруштейн, Михаэль Санилевич и Беньямин Карполов.
Бронзовые: Михаэль Сон и Михаил Санилевич. Первый мировой рекорд в истории израильского гиревого спорта установила Рахель Бруштейн.
Греция 2017 Протоколы

### Любители
| Имя фамилия       | Год рождения | Весовая категория | Классификация   | Место |
| ----------------- | ------------ | ----------------- | --------------- | ----- |
| Беньямин Рафаэли  | 1979         | 72.9              | Длинн.цикл 24кг | 1     |
| Михаэль Сон       | 1978         | 80.0              | Длинн.цикл 24кг | 3     |
| Михаэль Санилевич | 1973         | 87.6              | Двоеборье 24кг  | 2     |
| Беньямин Карполов | 1976         | 90.20             | Двоеборье 24кг  | 2     |
| Наталья Шулкин    | 1982         | 68.20             | Рывок 16кг      | 8     |

### Ветераны
| Имя фамилия       | Год рождения | Весовая категория | Классификация   | Возрастная категория | Место          |
| ----------------- | ------------ | ----------------- | --------------- | -------------------- | -------------- |
| Иешуа Винер       | 1953         | 62.6              | Двоеборье 16кг  | 60-64                | 1              |
| Ицхак Майгер      | 1973         | 71.7              | Длинн.цикл 24кг | 40-44                | 1              |
| Михаэль Бруштейн  | 1959         | 73.4              | Двоеборье 24кг  | 55-59                | 2              |
| Беньямин Карполов | 1976         | 90.2              | Двоеборье 24кг  | 40-44                | 2              |
| Михаэль Санилевич | 1973         | 87.6              | Двоеборье 24кг  | 40-44                | 3              |
| Юрий Надирашвили  | 1962         | 104.8             | Двоеборье 24кг  | 55-59                | 1              |
| Йонатан Захарин   | 1970         | 115.7             | Двоеборье 24кг  | 45-49                | 1              |
| Наталья Шулкин    | 1982         | 68.20             | Рывок 16кг      | 35-39                | 1              |
| Наталья Майгер    | 1975         | 64.00             | Рывок 16кг      | 40-44                | 2              |
| Рахель Бруштейн   | 1956         | 70.40             | Рывок 12кг      | 55-59                | Мировой Рекорд |

## Тренерский штаб
| Должность            | Тренер           |
| -------------------- | ---------------- |
| Руководитель сборной | Владимир Дорохов |
| Главный тренер       | Михаил Бруштейн  |
| Тренер               | Дмитрий Давыдик  |

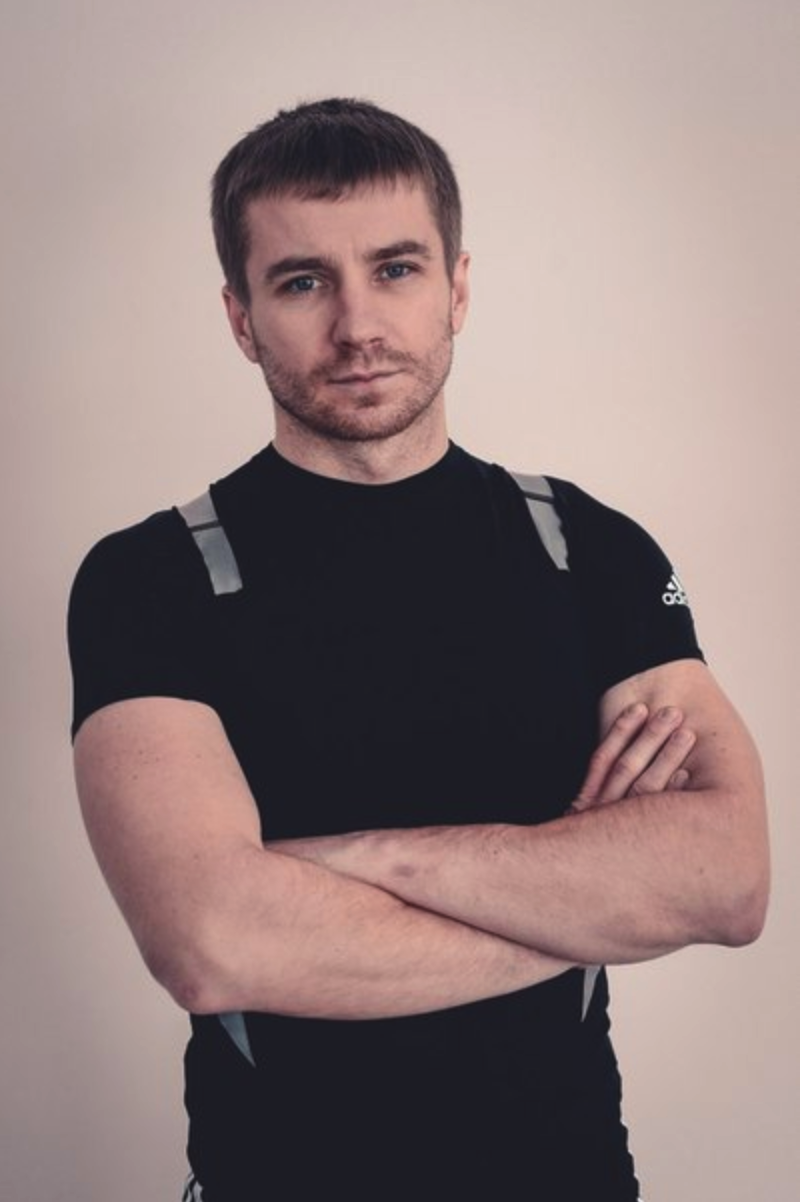
Дмитрий Давыдик
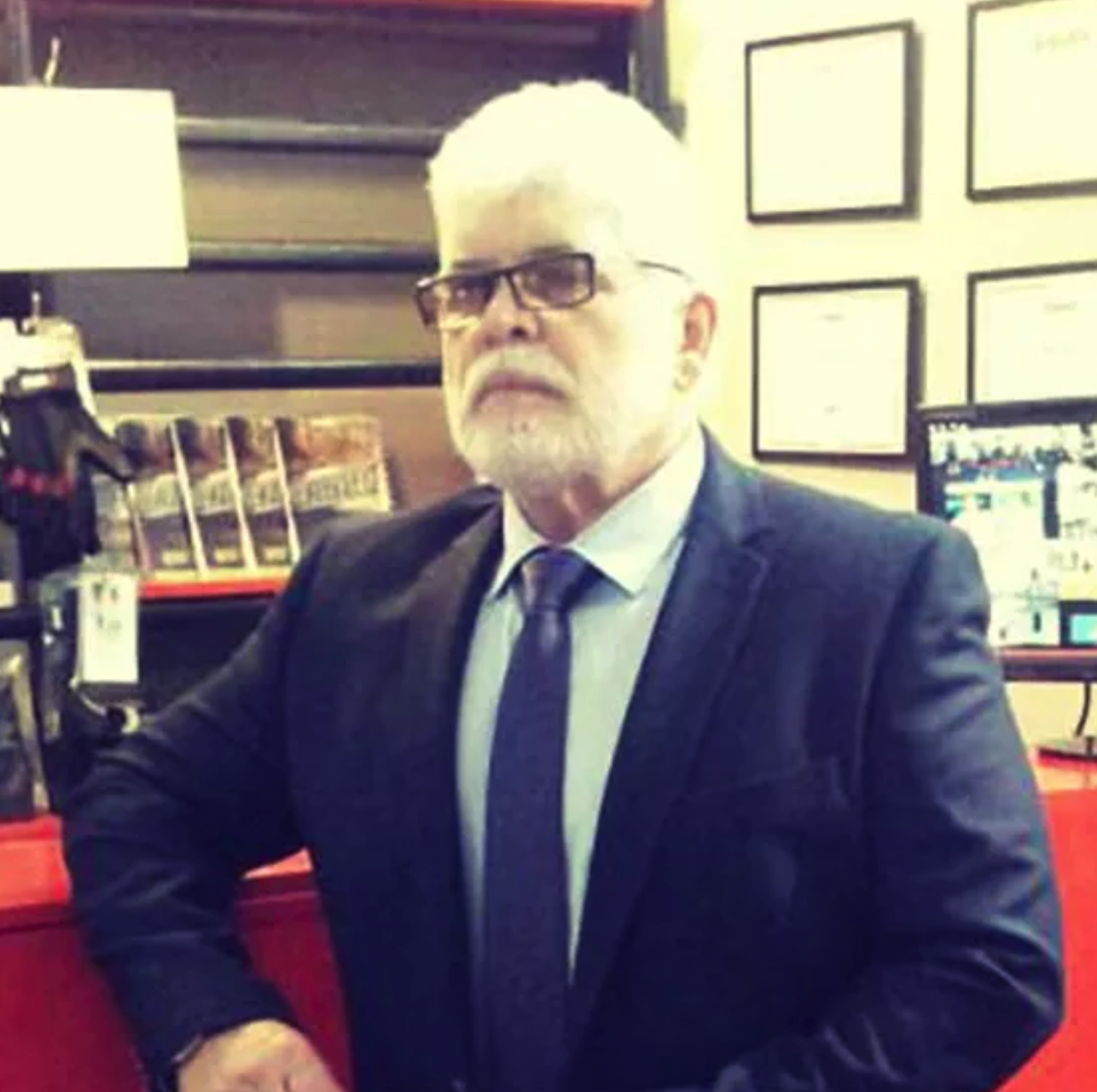
Владимир Дорохов
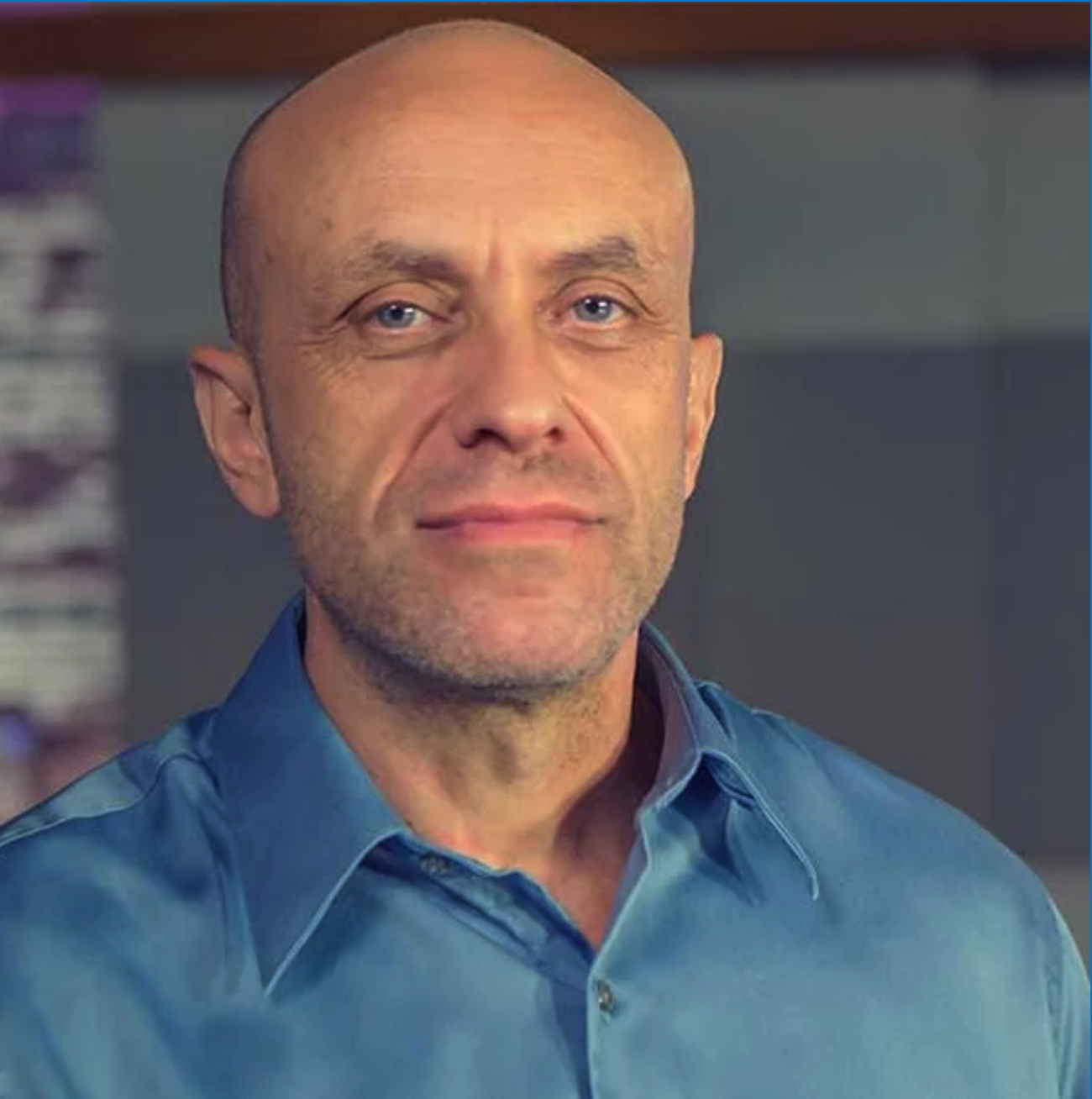
Михаил Бруштейн

## Состав сборной
| Имя фамилия       | Год рождения | Весовая категория | Классификация    |
| ----------------- | ------------ | ----------------- | ---------------- |
| Ашот Манукян      | 1973         | до 80 кг          | Длинн.цикл 24кг  |
| Беньямин Рафаэли  | 1979         | до 68, 70, 75 кг  | Длинн. цикл 24кг |
| Беньямин Карполов | 1976         | до 85, 90, 90+ кг | Двоеборье 24кг   |
| Григорий Шилин    | 1964         | 85+               | Двоеборье 24кг   |
| Иешуа Винер       | 1953         | до 85, 65 кг      | Двоеборье 16кг   |
| Йонатан Захарин   | 1970         | 90+               | Двоеборье 24кг   |
| Йонатан Яночкин   | 1984         | 95+               | Двоеборье 24кг   |
| Михаил Бруштейн   | 1959         | до 74, 75, 85 кг  | Двоеборье 24кг   |
| Михаил Лисичкин   | 1976         | до 78 кг          | Двоеборье 24кг   |
| Михаэль Санилевич | 1973         | до 90 кг          | Двоеборье 24кг   |
| Михаэль Сон       | 1978         | до 80 кг          | Двоеборье 24кг   |
| Наталья Майгер    | 1975         | до 70             | Рывок 16кг       |
| Наталья Шулкин    | 1982         | до 70             | Рывок 16кг       |
| Рахель Бруштейн   | 1956         | до 70, 70+        | Рывок 12кг       |
| Эдуард Нузброх    | 1982         | 95, 90+           | Двоеборье 32кг   |
| Юрий Надирашвили  | 1962         | 90+               | Двоеборье 24кг   |
| Ицхак Майгер      | 1973         | до 74             | Длинн.цикл 24кг  |